# Hotel Malibu
Hotel Malibu è una serie televisiva statunitense creata da Bernard Lechowick e Lynn Marie Latham e trasmessa in America dal network televisivo CBS nel 1994.